# اونغون (سوخ‌باتور)
شهرستان اونغون (به زبان مغولی: Онгон сум، [Ongon sum]؛ ᠣᠩᠭᠤᠨ ᠰᠤᠮᠤ، [oŋɣun sumu]) یک شهرستان (سُوم) استان سوخ‌باتور در کشور مغولستان است.

## تقسیمات اداری
شهرستان اونغون متشکل از ۵ قصبه (باغ) می‌باشد، شامل:
- ایخ‌بلاغ (مغولی: Ихбулаг баг، [Ixbulag bag]؛ ᠶᠡᠬᠡ ᠪᠤᠯᠠᠭ ᠪᠠᠭ، [yeke bulaɣ baɣ])
- چونگوروگ (مغولی: Цөнгөрөг баг، [Cöngörög bag]؛ ᠴᠥᠩᠭᠦᠷᠦᠭ ᠪᠠᠭ، [čöŋgürüg baɣ])
- خابیرغا (مغولی: Хавирга баг، [Xavirga bag]؛ ᠬᠠᠪᠢᠷᠭ᠎ᠠ ᠪᠠᠭ، [qabirɣ-a baɣ])
- شاربورد (مغولی: Шарбүрд баг، [Šarbürd bag]؛ ᠰᠢᠷ᠎ᠠ ᠪᠦᠷᠢᠳᠦ ᠪᠠᠭ، [šir-a büridü baɣ])
- نودِن (مغولی: Нүдэн баг، [Nüden bag]؛ ᠨᠢᠳᠤᠨ ᠪᠠᠭ، [nidün baɣ])